# Halina Taborska
Halina Taborska (ur. 30 lipca 1933 w Puławach, zm. 11 stycznia 2021 w Londynie) – polska filolog, filozof, historyk sztuki.

## Życiorys
Wykładowca akademicki (w przeszłości na ponad 30 wyższych uczelniach na świecie, w tym m.in. Oxford University i Harvard University). W latach 2011–2017 rektor Polskiego Uniwersytetu Na Obczyźnie w Londynie. Taborska była żoną pisarza, poety i tłumacza, Bolesława, mieli córkę.
W 2014 została odznaczona Krzyżem Oficerskim Orderu Odrodzenia Polski.